# Beaurieux, Aisne

Beaurieux este o comună în departamentul Aisne din nordul Franței. În 1 ianuarie 2022 avea o populație de 813 de locuitori.